# Tiger Woods PGA Tour 2005
Tiger Woods PGA Tour 2005 är ett golfdatorspel från 2004. Det är tillgängligt för PS2, Xbox, GameCube och PC. Spelet släpptes senare för mobiltelefoner, Mac OS X, Nintendo DS och PSP.